# Собор Чефалу
Собор Чефалу, Собор Преображения Господня — кафедральный собор епархии Чефалу (митрополия Палермо, Сицилия), основанный Рожером II. Важнейший памятник арабо-норманнского стиля на Сицилии, сохранивший в основном свой внешний и внутренний вид XII-XIII веков. Содержит известные византийские мозаики XII века. 3 июля 2015 года внесен ЮНЕСКО в список объектов всемирного культурного наследия .

## История строительства
Согласно позднейшей легенде, Рожер II, возвращаясь на корабле с континента на Сицилию летом 1131 года, попал в сильную бурю. Король дал обет построить церковь во имя Спасителя на том месте, куда корабль будет прибит. 6 августа 1131 года, в праздник Преображения Господня, Рожер II благополучно причалил к сицилийскому берегу в Чефалу. На месте высадки Рожер II построил маленькую часовню и приказал выбрать место для будущего собора. Эта легенда не подтверждалась ни одной из современных Рожеру II летописей и поэтому отвергалась историками. Но в 1880-е годы в Арагонском архиве Барселоны были найдены документы XII века, повторяющие изложенную легенду.
Рожер II, обладавший легатскими полномочиями на Сицилии, без труда добился от Анаклета II согласия на создание епархии Чефалу, и 14 сентября 1131 года был посвящён первый епископ Чефалу. В это же время началось строительство кафедрального собора новой епархии.
К 1145 году было завершено строительство здания, и Рожер II объявил о своём желании быть погребённым в соборе. По желанию короля в собор были помещены два порфировых саркофага, один из которых предназначался для погребения Рожера II, а второй — «ради августейшей памяти… и во славу Церкви». После смерти Рожера II его воля была нарушена, и он был похоронен в соборе Палермо. В 1215 году внук Рожера II Фридрих Гогенштауфен перенёс остававшиеся пустыми порфировые саркофаги из Чефалу в Палермо. В один из них было помещено тело императора Генриха VI, отца Фридриха II, а второй был назначен Фридрихом II для собственного погребения, что и было исполнено в 1250 году.
В 1145-1148 годах были сооружены мозаики апсиды, изображающие Христа Пантократора, Богородицу, архангелов и апостолов, и воздвигнуты два трона — королевский и епископский.
После смерти Рожера II (1154) темпы строительства собора замедлились, а после 1172 года работы фактически прекратились. Внук Рожера II Вильгельм II Добрый был поглощён собственным проектом — собором и монастырем Монреале, который был призван превзойти Чефалу. Строительные работы в Чефалу возобновились только после 1215 года при Фридрихе II. В 1240 году был завершён главный — западный фасад собора, ограниченный двумя башнями.
В 1267 году собор был освящён епископом Альбано Рудольфо. Тем не менее, строительство продолжалось и после освящения. В XV веке фасад был дополнен трёхчастным портиком, приписываемым Амброджо да Комо. В XVII-XVIII веках интерьер собора был переделан в стиле барокко, а в ходе реставрации в XX веке барочные наслоения были почти полностью удалены. Строго говоря, строительство собора так и не было завершено.

## Внешний вид

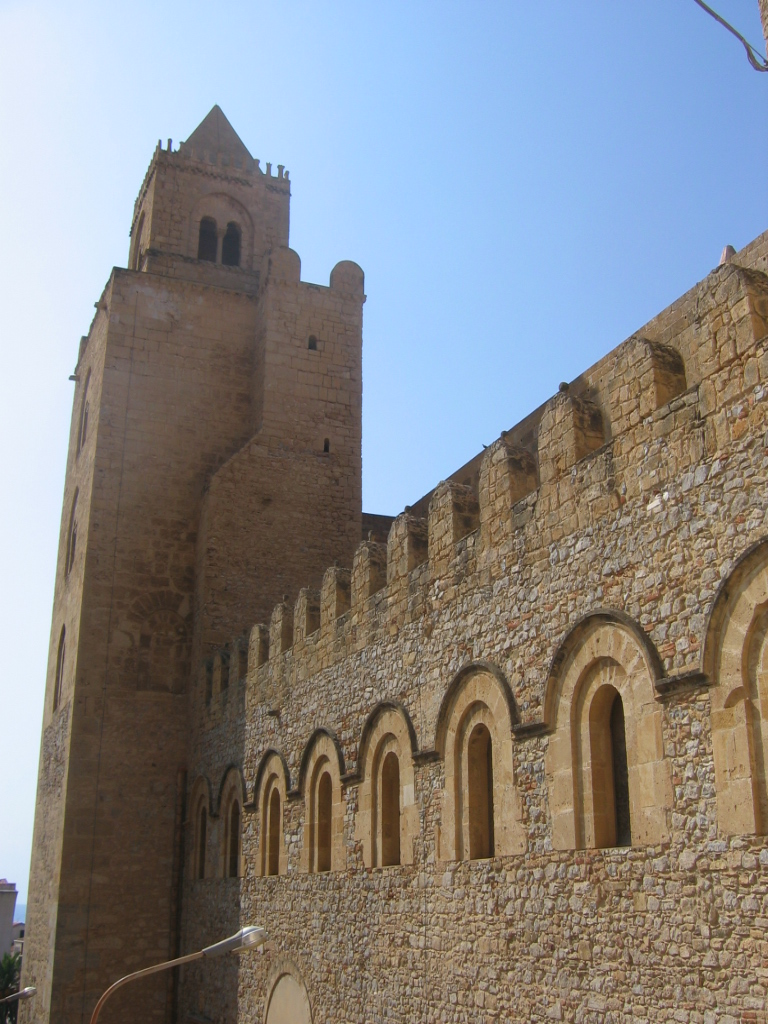
Южная сторона собора и юго-западная башня

Место для строительства собора было тщательно выбрано Рожером II. Сразу за зданием собора над Чефалу резко поднимается огромная по сравнению с окружающим пейзажем скала, особая форма (голова) которой дала название городу. Благодаря такому расположению, собор оказывается связующим звеном между скалой и городом и визуально кажется неизмеримо выше соседних зданий. Это впечатление усиливается тем, что главный западный фасад собора расположен выше Соборной площади, и к входу необходимо подниматься по лестнице.

Панорама Чефалу с собором и величественной скалой

Верхняя площадка лестницы соединена с обширной террасой, предваряющей вход в собор. Эта терраса первоначально была кладбищем и была, согласно традиции, насыпана землёй, привезённой из Иерусалима.
Западный фасад собора ограничен в пространстве двумя мощными норманнскими башнями со стрельчатыми окнами. Эти башни, хотя и кажутся одинаковыми, не являются симметричными. Юго-западная (правая) башня завершается шпилем, квадратным в горизонтальном сечении, и зубцами, напоминающими по форме митру. Северо-западная (левая) башня имеет шпиль, восьмиугольный в горизонтальном сечении, и так называемые гибеллинские зубцы. По мнению исследователей, строители Чефалу таким образом отразили сложный статус Сицилийского королевства: с одной стороны, Сицилия была вассальной территорией папы, с другой — управлялась Фридрихом II, всё царствование которого прошло под знаменем борьбы за преимущество императорской власти над папской. Различаются между собой и самые верхние окна башен: в правой башне они имеют типичную для норманнской Сицилии двустворчатую форму с узкой колонной посередине, а в левой — простую одностворчатую.
Верхняя часть западного фасада украшена типичным для арабского искусства двойным узором из переплетающихся ложных арок и инкрустаций из рыжей лавы. Первоначальную нижнюю часть фасада закрывает трёхчастный портик, пристроенный в XV веке и приписываемый Амброджо да Комо. В отличие от собора Монреале, портик Чефалу, хоть и пристроенный через три столетия, органично вписался в фасад собора. Находящиеся за портиком западные врата собора обрамлены богато украшенным мраморным порталом.

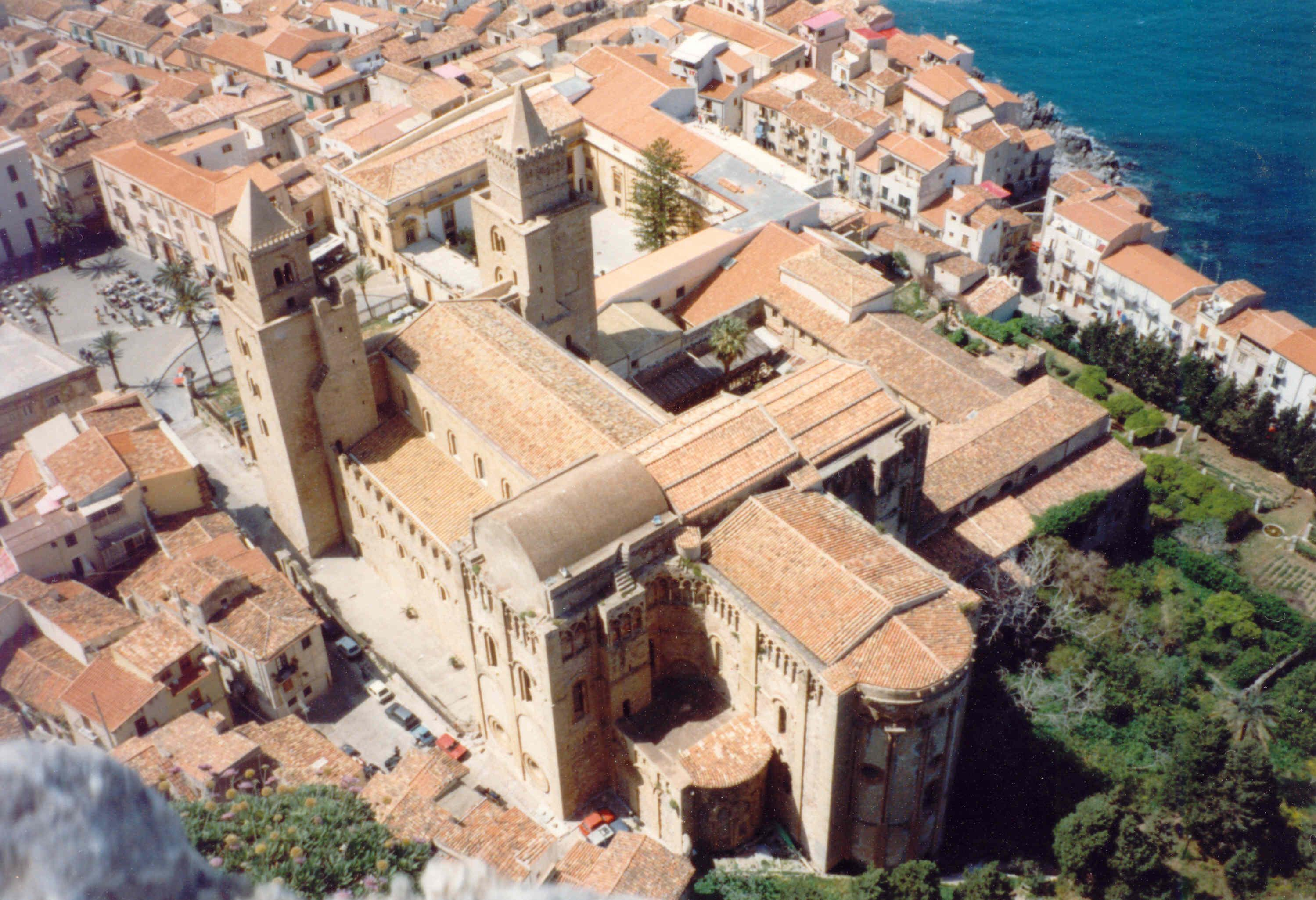
Вид на собор со скалы Чефалу

Южный фасад и трёхчастная апсида практически лишены украшений (лишь по самому верху проходит узор из ложных арок) и поражают своей аскетичностью и мощью.
Благодаря незначительным перестройкам, собор Чефалу внешне сохранил свой норманнский облик гораздо в большей степени, чем другие сицилийские церкви того же периода (Марторана, соборы в Палермо, Мессине, Монреале). Кроме того, в отличие от собора Монреале, фасад собора Чефалу оказался более завершённым (возведены полностью обе башни, присутствуют оба шпиля).

## Интерьер

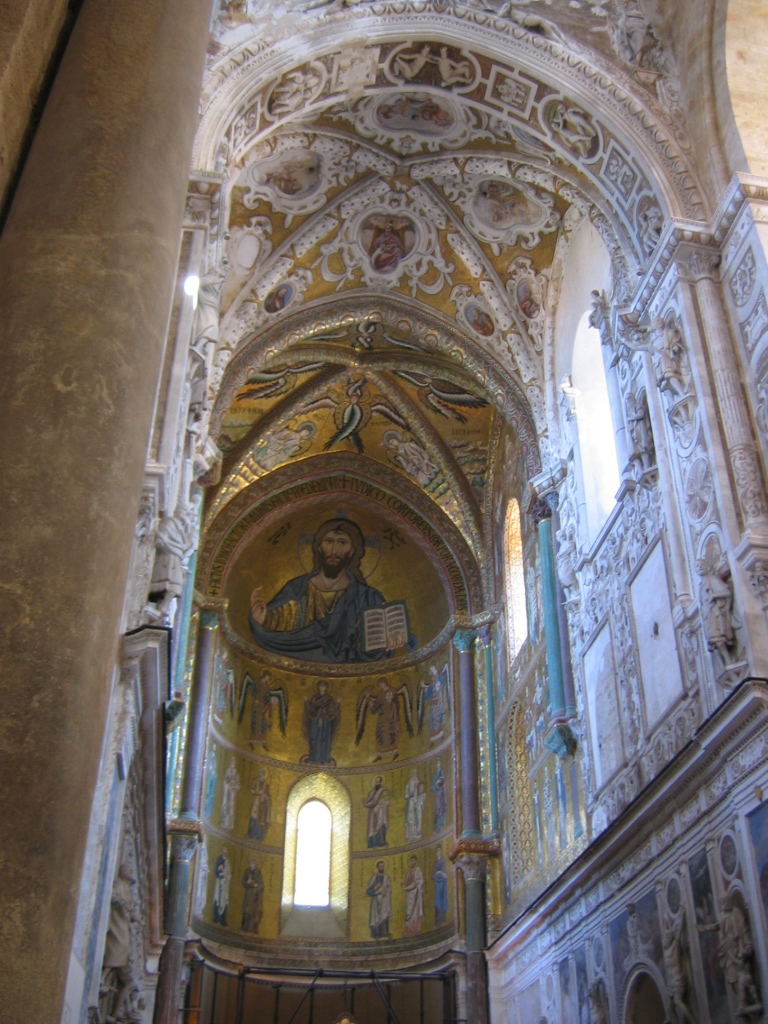
Главный неф собора

Собор напоминает собой трёхнефную базилику в форме латинского креста, но имеет ряд существенных особенностей.
Трансепт в Чефалу по высоте превосходит и главный неф, и боковые приделы. Вход в трансепт представляет собой стрельчатую триумфальную арку, по форме напоминающую более поздние арки готических соборов. Благодаря такому архитектурному решению, пресбитерий собора, расположенный на пересечении осей главного нефа и трансепта, оказывается и фактически, и зрительно выше остальных частей собора. Таким образом, собор Чефалу совмещает в себе типичные черты романского и готического стилей.
В соборе три апсиды, при этом боковые значительно ниже центральной. В центральной апсиде первоначально было три небольших круглых окна и одно большое стрельчатое окно. Впоследствии круглые окна были заложены изнутри для того, освободить большее пространство для мозаики. Для норманнской сицилийской архитектуры дополнение типичной трёхнефной базилики в Чефалу тремя же неравными по размеру апсидами являлось открытием, которое впоследствии было применено в соборе Монреале.
Главный неф отделен от боковых приделов двумя рядами античных колонн (14 — из гранита, 2 — из мрамора), завершающихся резными капителями римского и коринфского стилей. Колонны датируются II веком новой эры. На колоннах покоятся стрельчатые арки, имеющие арабское происхождение. Капители двух последних от входа колонн, поддерживающих триумфальную арку, имеют более позднее происхождение (предположительно, работа апулийских мастеров середины XII века).
Достопримечательности собора:
— крестильная купель XII века, вырубленная из цельного камня, декорированная четырьмя скульптурными львами, в правом (южном) приделе;
— статуя Мадонны работы Антонелло Гаджини (XVI век) в левом (северном) приделе;
— фрески с изображением папы Урбана V (конец XIV века) в левом приделе и Мадонны на троне (XV век) в левой ветви трансепта,
— резное деревянное Распятие работы Гульельмо да Пезаро (1468)

## Мозаики

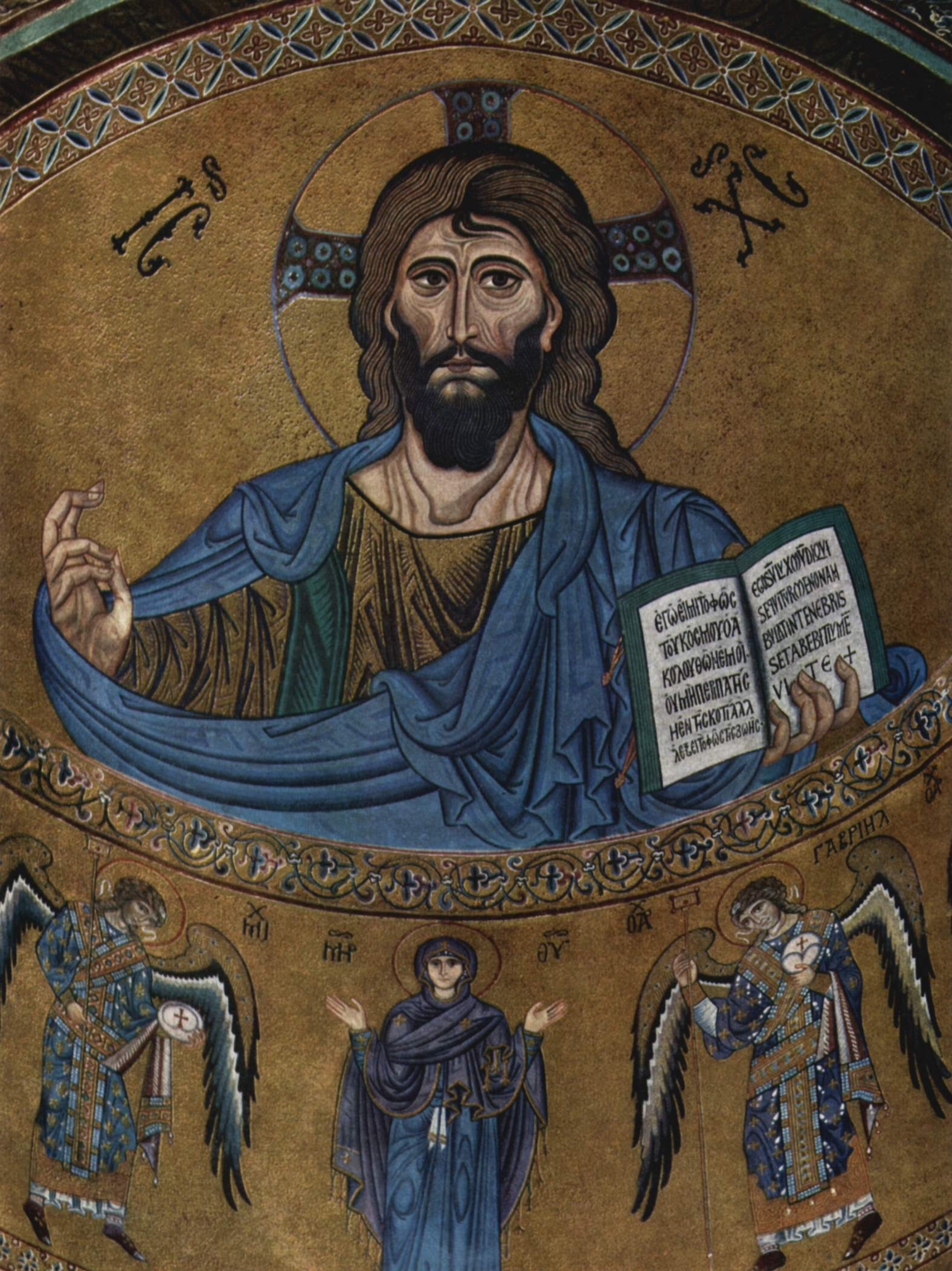
Христос Пантократор в соборе Чефалу

Главной достопримечательностью собора Чефалу являются мозаики, покрывающие стены апсиды и пресбитерия. Большая часть из них выполнена византийскими мастерами, приглашёнными Рожером II в 1145 году. Как свидетельствует надпись в апсиде, мозаики верхней части апсиды были завершены в 1148 году. Мозаики нижней части стен апсиды и боковых стен пресбитерия были завершены позднее, некоторые изображения датируются XVII веком.
Мозаики XII века — византийские по построению (типичная иерархическая система изображений), надписям (все подписи на образах — греческие, а не латинские), одежде.
Конху апсиды занимает огромная мозаика Христа Пантократора (Вседержителя). Пальцы правой руки Спасителя сложены для благословения, в левой руке Он держит Евангелие, открытое на стихе: «Я свет миру; кто последует за Мною, тот не будет ходить во тьме, но будет иметь свет жизни» (Ин. 8:12), написанном на латинском и греческом языках. Образ Христа Пантократора широко распространён на православном Востоке и был перенят норманнской архитектурой (соборы в Монреале, Мессине, Палатинская капелла). Отличие Пантократора из Чефалу от подобных ему образов — две сбившиеся пряди на лбу Спасителя (впоследствии эта особенность повторена сицилийскими мозаичистами в куполе Палатинской капеллы). Специалист по норманнской Сицилии Джон Норвич так описал Христа Пантократора из Чефалу:
Он (автор мозаики) создал самое великое изображение Вседержителя — возможно, самое великое из всех изображений Христа — в христианском искусстве. Только одно изображение в Дафни около Афин может с ним сравниться; но хотя они и относятся почти к одному времени, контраст между ними поразителен. Христос из Дафни тёмен, тяжёл, угрожающ; Христос из Чефалу, при всей Своей силе и величии, не забыл, что Его миссия — искупление. В Нём нет ничего мягкого и слащавого; однако печаль в Его глазах, открытость Его объятий и даже два отдельных локона, спадающие на лоб, говорят о Его милосердии и сострадании.
Над образом Христа мозаичисты изобразили четырёх Херувимов и четырёх Серафимов.

Христос Вседержитель, Богородица с архангелами, верхний Апостольский ряд

Следующий под образом Христа Пантократора ряд образуют мозаичные изображения Богородицы и четырёх архангелов (Михаил, Гавриил, Рафаил и Уриил), по два с каждой стороны от Неё. Богородица изображена в молитвенной позе, с воздетыми горе руками (то есть Оранта), а архангелы склонились перед ней в молитве. Архангелы облачены в императорские одеяния, в руках у них — символы императорской власти (скипетр и держава). По своему построению этот ряд — типичный византийский Деисис. Изображения архангелов с царскими знаками власти — прямое отражение политических взглядов Рожера II, усвоившего византийские представления о государственной власти во главе с недосягаемым для людей помазанником Божиим. По этой же причине королевский трон в соборе расположен в пресбитерии — король мыслится помазанником Божиим, достойным восседать среди духовенства. Эта же концепция нашла отражение в знаменитой мозаике Мартораны, на которой сам Христос коронует Рожера II, облачённого в императорские одежды.
Два следующих ряда образованы изображениями Апостолов:
— верхний Апостольский ряд (слева направо): Марк, Матфей, Пётр, Павел, Иоанн Богослов, Лука;
— нижний Апостольский ряд (слева направо): Филипп, Иаков Зеведеев, Андрей Первозванный, Симон Зилот, Варфоломей, Фома.
В обоих Апостольских рядах центральная фигура отсутствует — её место занято большим стрельчатым окном, единственным в апсиде. Благодаря такому художественному приёму авторы достигли строгой христоцентричности мозаики. Во всем пространстве апсиды есть только одна центральная фигура — Христос Пантократор, у ног Которого предстоит Его Мать — единственная из людей, достойная занять это место.
Из-за отсутствия центральной фигуры в Апостольских рядах у мозаичистов не было необходимости ориентировать лики Апостолов к центру, как это принято в Деисисном ряде. В результате лица Апостолов обращены друг к другу, они как будто беседуют друг с другом. Допустив такую поэтическую вольность, мозаичисты сохранили обязательную симметрию верхнего Апостольского ряда: первыми от окна справа и слева стоят Первоверховные Апостолы Пётр и Павел, а по бокам от них попарно Евангелисты (Матфей и Марк — слева от Петра, Иоанн и Лука — справа от Павла).
Мозаичный ряд Чефалу продолжается ещё одним рядом в апсиде, а затем по обеим сторонам пресбитерия, но это уже более поздние по времени исполнения мозаики, значительно уступающие своим «верхним» прототипам. На них изображены пророки и святые.
Мозаики Чефалу по своему исполнению и замыслу остаются византийским памятником, но послужили отправной точкой для развития собственно сицилийской школы мозаики. Палатинская капелла (строилась одновременно с Чефалу) и собор Монреале (начало строительства — 1174 год, что на 40 лет позже Чефалу) даже в мелочах несут на себе явный отпечаток Чефалу. Так в Чефалу полуокружность апсиды ограничена с двух сторон колоннами, и художники Монреале, чтобы не отступать от образца, повторили колонны, но уже в виде мозаики. Окно в апсиде Монреале расположено на том же месте, что и в Чефалу, и повторяет его форму. Образ Христа Пантократора в куполе Палатинской капеллы имеет характерную особенность образа из Чефалу: два сбившихся локона. Сама идея грандиозного собора Монреале была подсказана Вильгельму II Доброму примером его деда Рожера II, построившего собор Чефалу.